# Stolni tenis na OI 2012.
Stolni tenis  na  OI 2012. u Londonu održavao se od 28. srpnja do 8. kolovoza u ExCeL Centru u Londonu.

## Osvajači medalja
| Kategorija           | Zlato                        | Srebro                                    | Bronca                                      |
| Muškarci pojedinačno | Zhang Jike                   | Wang Hao                                  | Dimitrij Ovtcharov                          |
| Žene pojedinačno     | Li Xiaoxia                   | Ding Ning                                 | Feng Tianwei                                |
| Muškarci ekipno      | Wang Hao Zhang Jike Ma Long  | Oh Sang-Eun Joo Se-Hyuk Ryu Seung-Min     | Timo Boll Dimitrij Ovtcharov Bastian Steger |
| Žene ekipno          | Ding Ning Li Xiaoxia Guo Yue | Ai Fukuhara Sayaka Hirano Kasumi Ishikawa | Li Jiawei Feng Tianwei Wang Yuegu           |

## Vanjske poveznice
- Stolni tenis na Olimpijskim igrama u Londonu 2012.